# Aspidosperma ramiflorum
Aspidosperma ramiflorum (sinónimo de Geissospermum ramiflorum) é uma árvore nativa do Brasil e da Bolivia. A espécie da família das Apocynaceae apresenta ampla distribuição não sofrendo ameaças a extinção. NoBrasil ocorre na Mata Atlântica nos estados do Nordeste, Sudeste e Sul
Nome Popular: Guatambu